# Kau Sai Chau
Kau Sai Chau (滘西洲) – wyspa leżąca u wybrzeży Sai Kung w Hongkongu, jej powierzchnia wynosi 6,69 km².
Na wyspie ma siedzibę klub golfowy „Jockey Club Kau Sai Chau Public Golf Course”, utworzony i działający przy Hong Kong Jockey Club. Został założony w 1995 roku.
Na wyspie znajdują się też dwa obiekty uznane za „pomniki narodowe” Hongkongu. Jednym z nich są prehistoryczne petroglify, odkryte w 1976 roku na północno-zachodnim krańcu wyspy. Innym obiektem uznanym za narodowy pomnik jest klasztor Hung Shing.